# Штолберг (Рајнланд)
Штолберг (њем. Stolberg) град је у њемачкој савезној држави Северна Рајна-Вестфалија. Једно је од 10 општинских средишта округа Регион Ахен. Према процјени из 2010. у граду је живјело 58.057 становника. Посједује регионалну шифру (AGS) 5334032, NUTS (DEA25) и LOCODE (DE STG) код.

## Географски и демографски подаци
Штолберг се налази у савезној држави Северна Рајна-Вестфалија у округу Регион Ахен. Град се налази на надморској висини од 260 метара. Површина општине износи 98,5 km². У самом граду је, према процјени из 2010. године, живјело 58.057 становника. Просјечна густина становништва износи 589 становника/km².

## Међународна сарадња
| Мјесто     | Држава    | Врста сарадње | Од    |
| ---------- | --------- | ------------- | ----- |
| Градо      | Италија   | пријатељство  | 1968. |
|            | Француска | партнерство   | 1990. |
| Фаш Тимниј | Француска | партнерство   | 1989. |
| Извор      |           |               |       |